# Autodesk Softimage
Autodesk Softimage, o senzillament Softimage (/sɒftɪˈmɑːʒ/) és una aplicació de gràfics 3D per ordinador ja descontinuada, per a produir gràfics 3D per ordinador, modelatge 3D, i animació per ordinador. Actualment en mans d'Autodesk i coneguda abans com a Softimage|XSI, l'aplicació ha estat predominantment utilitzada en les industries de pel·lícules, videojocs i publicitàries per a la generació de personatges, objectes, i entorns per ordinador.
Llençada l'any 2000 com a successora de Softimage|3D, Softimage|XSI va ser desenvolupat per l'empresa del mateix nom, llavors una filial de Avid Technologies. El 23 d'octubre de 2008, Autodesk va adquirir tant la marca Softimage com les aplicacions 3D d'Àvid per aproximadament uns 35$ milions, liquidant d'aquesta manera Softimage Co. com a entitat independent. El febrer 2009, Softimage|XSI fou rebatejat com a Autodesk Softimage.
Una versió lliure del programari, anomenada Softimage Mod Tool, va ser desenvolupada per a la comunitat de modding per crear els jocs utilitzant les eines XNA de Microsoft per PC i Xbox 360, o per crear mods pels jocs que utilitzen el Source Engine de Valve, l'Unreal Engine de Epic Games i altres. Va ser interromput amb el llançament de Softimage 2014.
El 4 de març de 2014, va ser anunciat que Autodesk Softimage seria interromput després de la 2015 versió, proporcionant suport de producte fins al 30 d'abril de 2016.